# Rolle (Workflow)
In einem Arbeitsablauf und dem zugehörigen Modell wird einem jedem der Beteiligten eine Rolle zugewiesen, die er erfüllen soll. Damit wird die von einem einzelnen Mitarbeiter in einem Team zu bearbeitende Prozessaufgabe insbesondere in der Dienstleistung dem Typ nach klassifiziert und einem Anonymus zugewiesen. Dazu wird die zu erledigende Prozessaufgabe mit einer erforderlichen Qualifikation besetzt und gegebenenfalls mit einer erwarteten Dauer belegt.
Das Benennen einer bestimmten Person unterbleibt, ohne dass die Klarheit der Aufgabenteilung mit der Rollenbeschreibung beeinträchtigt wäre, mindestens bis eine Instanz des Aufgabentyps ansteht und tatsächlich zu besetzen ist. Das Zuweisen von Rollen zu Personen ist ein Akt hierarchischer Arbeitsteilung. Das Gliedern einer Prozessaufgabe nach Rollen ist ein Akt professioneller Arbeitsvorbereitung. Dies erlaubt das Absenken der nominell geforderten Qualifikation auf ein notwendiges Minimum. 
Das Benennen der Rolle in einem Arbeitsablauf erlaubt ein auch autonomes Planen der Arbeitsverteilung unter geeigneten Mitarbeitern mit später nachfolgendem auch autonomem Einteilen (scheduling) durch die ausführenden Personen und in einem weiteren abgesetzten Schritt autonomes Einlasten (dispatching).